# 宜野座村

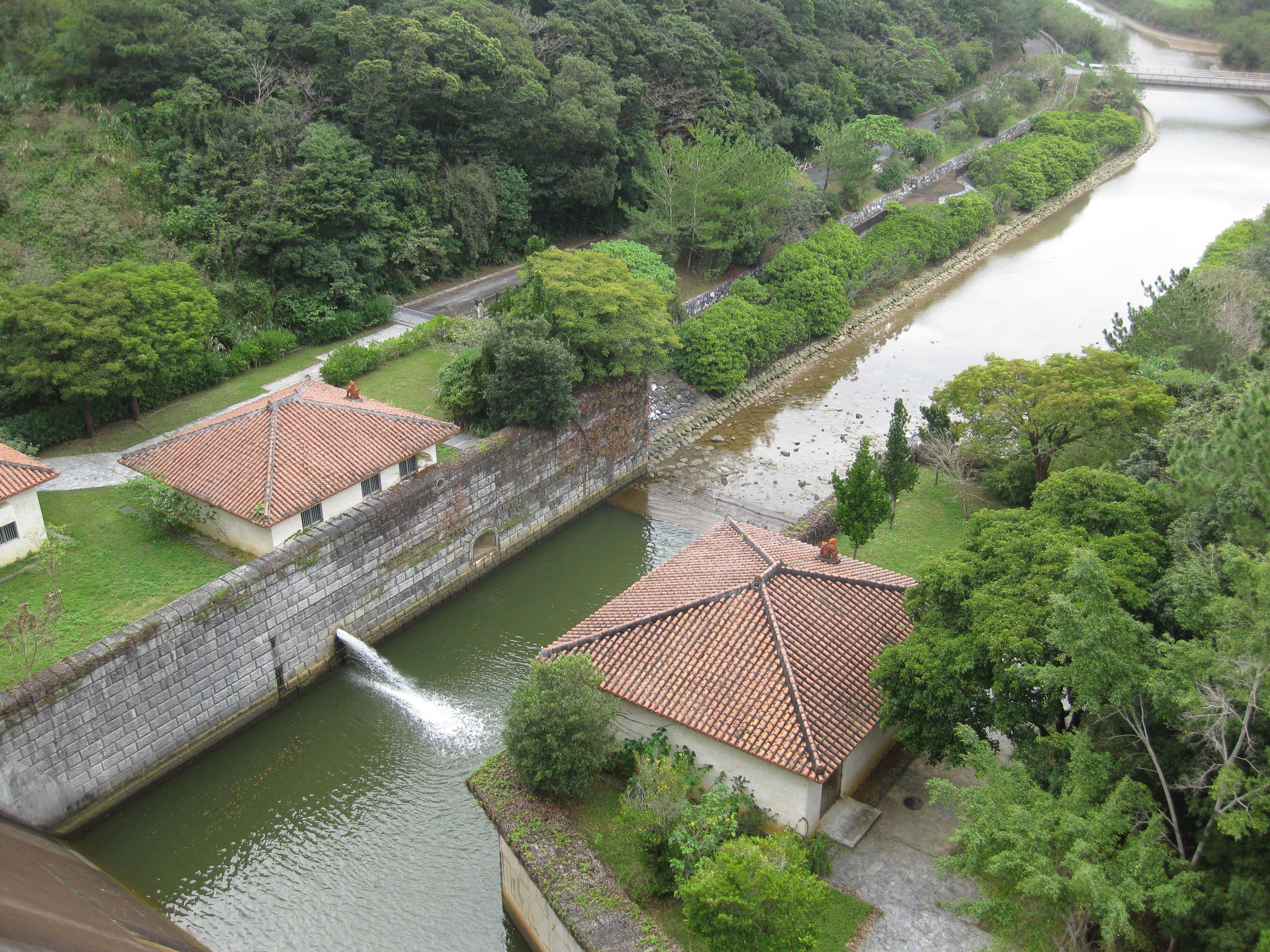
漢那ダム下流

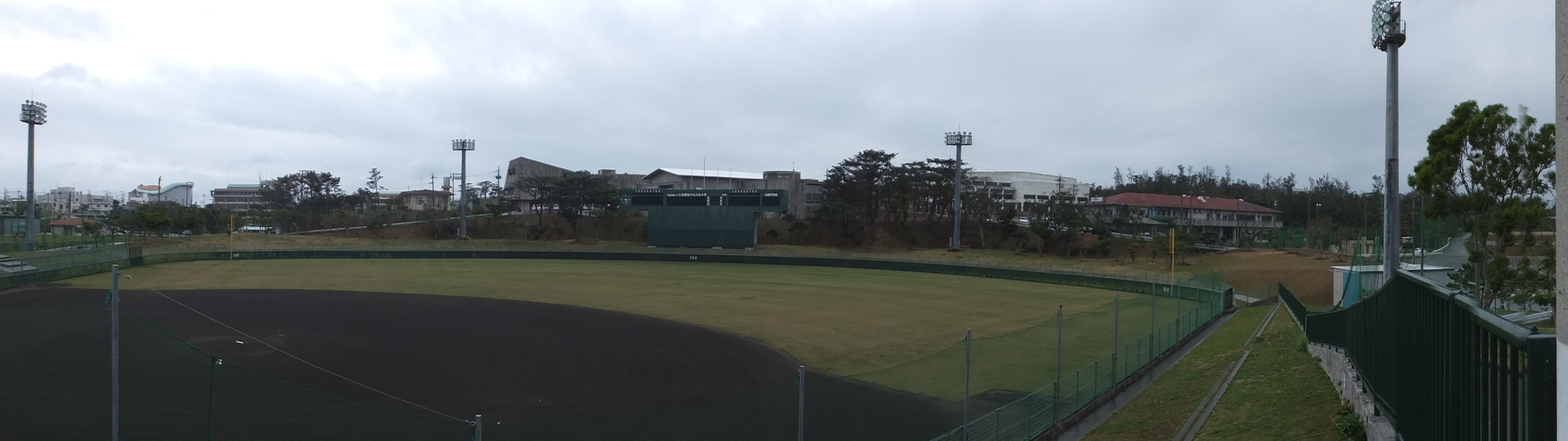
宜野座村営野球場

宜野座村（ぎのざそん）は、沖縄県の国頭郡にある村。太平洋に面し、阪神タイガース一軍のキャンプ地となっている。

## 地理

### 隣接する自治体
- 名護市
- 金武町
- 恩納村

### 人口
| |                                          |  |
| 宜野座村と全国の年齢別人口分布（2005年） | 宜野座村の年齢・男女別人口分布（2005年） |  |
| ■紫色 ― 宜野座村 ■緑色 ― 日本全国 | ■青色 ― 男性 ■赤色 ― 女性                |  |
| 宜野座村（に相当する地域）の人口の推移 \| 1970年（昭和45年） \| 3,566人 \| \| \| 1975年（昭和50年） \| 3,819人 \| \| \| 1980年（昭和55年） \| 4,022人 \| \| \| 1985年（昭和60年） \| 4,414人 \| \| \| 1990年（平成2年） \| 4,630人 \| \| \| 1995年（平成7年） \| 4,651人 \| \| \| 2000年（平成12年） \| 4,749人 \| \| \| 2005年（平成17年） \| 5,042人 \| \| \| 2010年（平成22年） \| 5,331人 \| \| \| 2015年（平成27年） \| 5,597人 \| \| \| 2020年（令和2年） \| 5,833人 \| \| |                                          |  |
| 総務省統計局 国勢調査より |                                          |  |
| 1970年（昭和45年） | 3,566人                                  |  |
| 1975年（昭和50年） | 3,819人                                  |  |
| 1980年（昭和55年） | 4,022人                                  |  |
| 1985年（昭和60年） | 4,414人                                  |  |
| 1990年（平成2年） | 4,630人                                  |  |
| 1995年（平成7年） | 4,651人                                  |  |
| 2000年（平成12年） | 4,749人                                  |  |
| 2005年（平成17年） | 5,042人                                  |  |
| 2010年（平成22年） | 5,331人                                  |  |
| 2015年（平成27年） | 5,597人                                  |  |
| 2020年（令和2年） | 5,833人                                  |  |

## 歴史
琉球王朝時代（1649年）の『絵図郷村帳』に古知屋 (現：松田)・ 宜野座・惣慶・漢那の4つの村があり、金武の間切のうちの「上四ケ」とも呼ばれた。
1945年(昭和20年）の沖縄戦で、この地は米軍が定めた多くの民間人収容所が連なり、ピーク時には約10万3千人の人口を擁した。
1946年4月1日、当時の金武村（現在の金武町）から古知屋、 宜野座、惣慶、漢那が分離し、宜野座村が誕生した。

## 地域
4字に分かれるが、行政区は6区あり、住所表記にはない行政区が2区ある。
- 漢那（かんな）
  - 城原（しろはら）
- 宜野座（ぎのざ）
- 惣慶（そけい）
  - 福山（ふくやま）
- 松田（まつだ）：1946年、古知屋より改称。

## 行政
| -            | 名前     | 就任年月日     | 退任年月日     |
| 官選         | 官選     | 官選           | 官選           |
| ------------ | -------- | -------------- | -------------- |
| 初代         | 森山徳吉 | 1946年4月1日   | 1946年7月31日  |
| 2代          | 新里善助 | 1946年8月1日   | 1948年1月31日  |
| 公選         |          |                |                |
| 3代          | 新里銀三 | 1948年2月1日   | 1950年9月2日   |
| 4代          | 田端景俊 | 1950年9月3日   | 1952年11月20日 |
| 5・6・7代    | 浦崎康裕 | 1952年11月21日 | 1964年12月29日 |
| 8・9代       | 与儀実清 | 1964年12月30日 | 1972年12月29日 |
| 10・11代     | 末石森吉 | 1972年12月30日 | 1980年12月29日 |
| 12・13代     | 仲程實湧 | 1980年12月30日 | 1988年12月29日 |
| 14・15代     | 伊藝宏   | 1988年12月30日 | 1996年12月29日 |
| 16・17代     | 浦崎康克 | 1996年12月30日 | 2004年12月29日 |
| 18・19代     | 東肇     | 2004年12月30日 | 2012年12月29日 |
| 20・21・22代 | 當眞淳   | 2012年12月30日 | 現職           |

## 教育

### 小中学校
- 宜野座村立松田小学校
- 宜野座村立宜野座小学校
- 宜野座村立漢那小学校
- 宜野座村立宜野座中学校

### 高等学校
- 沖縄県立宜野座高等学校

### 学校教育以外の施設
- 沖縄県立農業大学校

## 交通

### 路線バス
一般路線バス
国道329号（村中心部では旧道区間、松田地区では国道外の集落内）を通る沖縄バスの一般路線2系統（22番・77番）が運行されている。22番はうるま市の中部病院が起点、77番は那覇バスターミナルが起点。宜野座村内全区間を含むうるま市安慶名と名護バスターミナルの間は両系統とも同一で、うるま市石川地区、金武町内、名護市辺野古、名護市中心部を経由する。
かつては久志線や名護東線（許田経由）も国道329号を通っていたが、久志線は1995年、名護東線は2008年にそれぞれ廃止され、現在は名護東線（辺野古経由）のみとなった。また2006年には名護こどもの国線も国道329号を通っていた。名護東線（許田経由）と名護こどもの国線は国道329号から県道71号を通って名護市へ向かうルートだったが、名護東線の廃止により県道71号（宜野座村潟原 - 名護市許田）を通るバス路線が消滅した。また同時に村内の琉球バス交通の一般路線バスがなくなった。
高速バス
宜野座ICを通る那覇 - 名護間の高速バス1系統（111番）が琉球バス交通・沖縄バス・那覇バス・東陽バスの4社で共同運行されている。2000年に宜野座ICに停留所が設置された。
※BT=バスターミナル
| 番号 | 路線名             | 運行区間          | 市町村 | 宜野座村内の主な経由地             |
| ---- | ------------------ | ----------------- | --- | ---------------------------------- |
| 22   | 名護〜うるま線     | 中部病院 - 名護BT | うるま市 - 金武町 - 宜野座村 - 名護市                                                                      | 漢那、福山、宜野座高校、松田、潟原 |
| 77   | 名護東（辺野古）線 | 那覇BT - 名護BT   | 那覇市 - 浦添市 - 宜野湾市 - 北中城村 - 沖縄市 - うるま市 - 金武町 - 宜野座村 - 名護市                     | 漢那、福山、宜野座高校、松田、潟原 |
| 111  | 高速バス           | 那覇空港 - 名護BT | 那覇市 - 南風原町 - 西原町 - 宜野湾市 - 中城村 - 北中城村 - 沖縄市 - うるま市 - 金武町 - 宜野座村 - 名護市 | 宜野座IC                           |

### 道路
- 沖縄自動車道
  - 宜野座インターチェンジ（高速バス停留所あり）
- 国道329号
  - 宜野座バイパス
- 沖縄県道71号名護宜野座線（主要地方道）Z
- 沖縄県道234号漢那松田線
- 村道中原線（宜野座バイパス～宜野座漁港）※既存道路と宜野座バイパスの接続工事に行政側が納得のいく理由を説明できず住民側から反対を受けている。

## 医療
- ランデブーポイント[2] 3箇所
※民間救急ヘリコプターMESHのヘリポートとして使用
- かんな病院

## 米軍基地
宜野座村には、現在キャンプ・ハンセン、キャンプ・ シュワブの米軍施設が所在しており、二つで米軍の広大な「中部訓練地域」(Central Training Area: CTA) を構成しており、宜野座村全体の面積の半分以上、約31.30㎢、約50.7％ （15.863㎢）を占有している。訓練場の森林は住民の貴重な水源を提供する水源かん養林であり、なかでもキャンプ・ハンセン内にある漢那ダムは湖面共同使用（地位協定第2条4-b) となっており、水の安定的な供給に関する不安要因にもなっている。また1952年から1975年まで字松田に米陸軍特殊部隊（グリーンベレー）の訓練場、キャンプ・ハーディーが存在し、実際に核兵器を使った訓練も行われていた。現在は返還され国際交流村として利用されている。
| 宜野座村の米軍基地 |                      |  |          |
| FAC6009            | キャンプ・シュワブ   |  | C表参照  |
| FAC6011            | キャンプ・ハンセン   |  | C表参照  |
| FAC6014            | キャンプ・ハーディー |  | 返還済み |

## 経済
- ヤマト運輸: 宜野座営業所（宜野座村字惣慶）
- 佐川急便：名護営業所（名護市）

## 姉妹町村
- 愛媛県喜多郡内子町
- ペーシャ （イタリア）

## 出身有名人
- ディエゴ - お笑いコンビ「ストロベビー」のメンバー。
- 前田桜茄 - 元女子プロ野球選手。